# Hewlett-Packard
Hewlett-Packard (МФА: [ˌhjulətˈpækərd], HP, досл. Х'юлет-Пакард) — технологічна компанія зі штаб-квартирою в Пало-Альто (Каліфорнія, США), що існувала до 2015 року.
HP була світовим постачальником основних технологій для корпоративних замовників і кінцевих користувачів. Компанія надавала рішення в галузі інфраструктури, персональних обчислювальних систем і пристроїв доступу, послуги з системної інтеграції, сервісної підтримки й аутсорсингу, а також пристрої друку і засоби виведення зображень для великих підприємств, організацій малого і середнього бізнесу.
У 2004 налічувала близько 150 000 службовців і мала річний дохід майже 80 млрд дол.
У 2002 об'єдналася з Compaq, ставши світовим лідером з продажу персональних комп'ютерів. Станом на 2015 рік займала друге місце у світі з постачання ПК, після Леново.
У 2015 розділилася на дві компанії — Hewlett Packard Enterprise та HP Inc..
HP випускала ряд принтерів, сканерів, калькуляторів, КПК, серверів, робочих станцій, комп'ютерів для офісного і домашнього використання.

## Історія

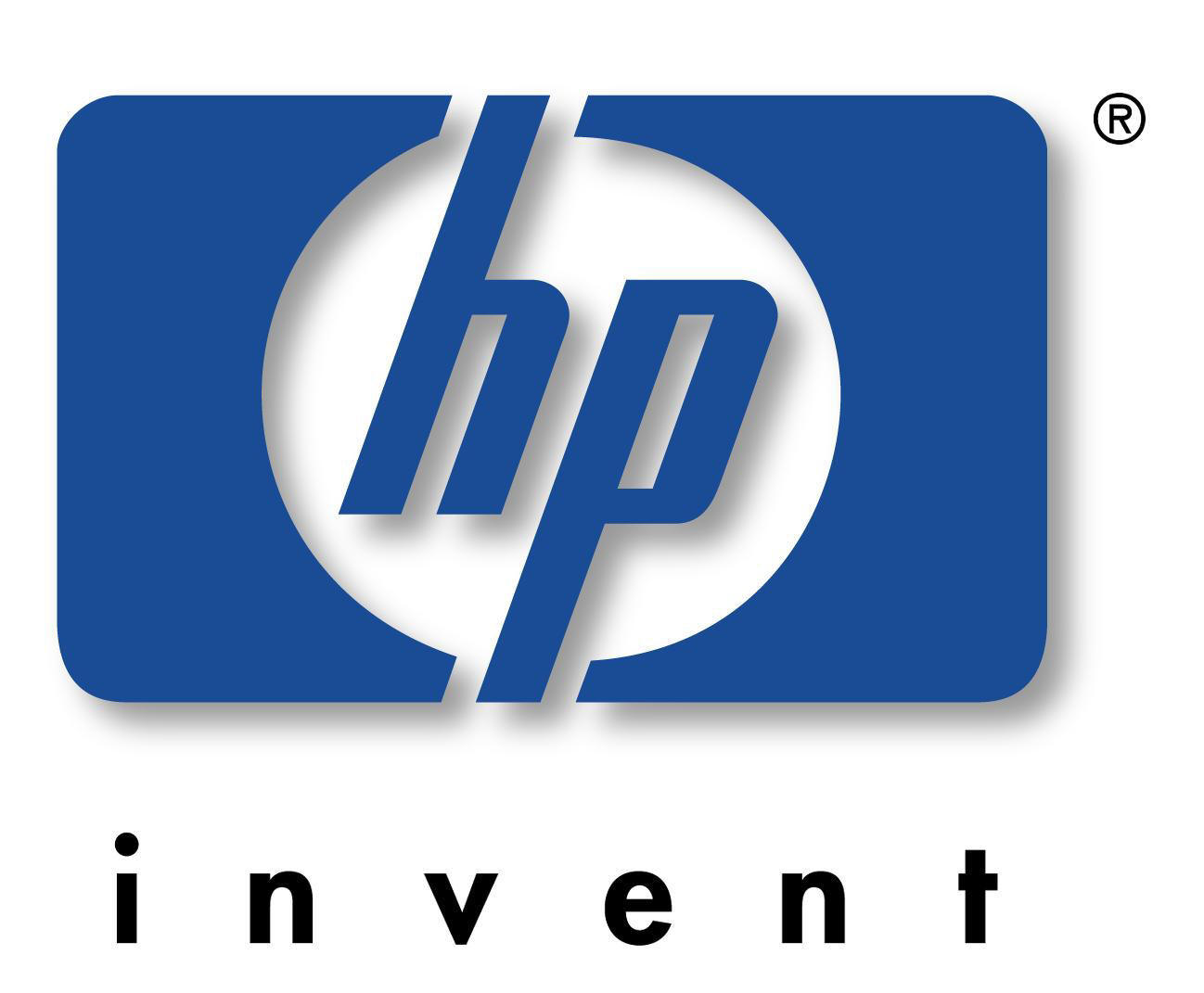
Колишній логотип Hewlett-Packard

HP заснували 1 січня 1939 Вільям Г'юлет і Дейв Пакард (випускники Стенфордського університету 1934 року) як компанію з виробництва тестувального та вимірювального устаткування. Їх першим продуктом був високоточний аудіоосцилятор «Model 200A». Нововведенням в їх пристроях було використання електричної лампочки як опору в критичній частині схеми, що дозволило їм продавати «Model 200A» за ціною $89.40, тоді як конкуренти пропонували менш стабільні осцилятори за ціною понад $200.
Назва компанії була складена з прізвищ засновників і, якби Білл не виграв при підкиданні монети, компанія б зараз називалася Packard-Hewlett.
Одним з перших клієнтів фірми стала студія Волта Діснея, яка придбала вісім осциляторів Model 200B (за ціною $71.50 кожен) для тестування системи стереофонічного звуку, що використовувалася при роботі над стрічкою «Фантазія».
- У 1966 випустила перший у світі (після журналу Wired) персональний комп'ютер HP 2116A[en].
- У 1968 — перший у світі настільний науковий програмований калькулятор HP 9100A[5], який мав пам'ять у 16 чисел або 196 команд (команди і дані записувалися в одній і тій же області пам'яті), катодний дисплей, і разом з принтером і пристроєм читання магнітних карт коштував $4,900. При виключенні з мережі пам'ять не стиралася, більш того, якщо комп'ютер вимикався з мережі під час рахунку, при включенні його рахунок поновлювався з того місця, на якому був перерваний. Калькулятор використовував транзисторну логіку та був інженерною перлиною свого часу.
- У 1972 випустила перший у світі науковий кишеньковий калькулятор HP-35, а в 1974 — перший у світі програмований мікрокалькулятор HP-65, який замість магнітної пам'яті використовував 4К динамічної RAM (DRAM).
- У 1975 створила інтерфейс HP-IB (interface bus), прийнятий як міжнародний стандарт підключення периферійних пристроїв до комп'ютера.
- У 1977 представила пристрій HP-01 — комбінацію наручного цифрового годинника, калькулятора і персонального календаря.
- У 1979 випустила програмований калькулятор HP-41C, який був першим у світі алфавітно-цифровим і першим у світі розширюваним. Її мікрокалькулятор HP-28C вперше у світі підтримував символічні обчислення і графіку.
- У 1984 вийшов недорогий персональний струменевий принтер ThinkJet і найуспішніший лазерний — HP LaserJet.
- У 1986 запропонувала архітектуру RISC.
- У 1988 вийшов перший масовий струменевий принтер DeskJet.
- У 1993 випустила «суперпортативний» ПК з батареєю — HP OmniBook 300.
- У 1994 створила найяскравіший у світі світлодіод LED.
- У 1996 була учасником консорціуму UML Partners з розробки специфікації Unified Modeling Language.
- У 1997 виграла нагороду Emmy за внесок в технологію стискування відеоданих MPEG.
- У 2002 об'єднавшись з Compaq, HP стала світовим лідером з продажу персональних комп'ютерів.
- В 2024 Hewlett Packard Enterprise офіційно оголосила про поглинання виробника мережевого обладнання Juniper Networks, сума угоди склала ~ $14 млрд[6].

## Продукти компанії
- Принтери
  - HP LaserJet — сімейство чорно-білих лазерних принтерів
  - HP Color LaserJet — сімейство кольорових лазерних принтерів
  - HP Officejet / HP PSC — сімейство пристроїв «все в одному» (принтер-сканер-копір і можливо факс)
  - HP Photosmart — сімейство принтерів для фотодруку
  - HP Deskjet — настільні струменеві принтери

Принтери від HP відрізняє те, що в їхній комплект не входить кабель для підключення до комп'ютера — чим створюється приємний сюрприз для його покупців.
- Цифрові камери
  - HP Photosmart
- Сканери
  - HP Scanjet
- КПК
  - HP iPAQ
  - HP Lx
  - HP Jornada
  - HP OmniGo
- Настільні калькулятори
- Кишенькові калькулятори
- Настільні персональні комп'ютери
  - HP Pavilion
  - HP Kayak
  - HP Vectra
  - HP Brio
- Ноутбуки
  - HP Omnibook
  - HP Pavilion
  - HP/Compaq Evo
- Робочі станції
  - На основі PA-RISC
  - На основі DEC Alpha
  - На основі x86
- Сервери
  - На основі x86 і Opteron
    - HP ProLiant DL
    - HP ProLiant ML
    - HP ProLiant BL blades

  - На основі Itanium
  - На основі DEC Alpha
  - На основі PA-RISC
- Сховища даних

Частково лінійки комп'ютерів, серверів і систем збереження даних успадковані від придбаної HP компанії Compaq.

## Корупція
У квітні 2014 року, HP Inc. визнала себе винною в порушенні американського «Закону про корупцію за кордоном». Компанія зізналася в дачі хабарів в Росії, Мексиці та Польщі. За оцінками ФБР і ФКЦБ США суми хабарів становили:
- Росія — понад 2 млн дол.
- Мексика — 1 млн дол.
- Польща — 600 000 дол.

У порядку позасудової домовленості HP погодилася виплатити штраф в сумі 108 млн доларів.
Корупційні дії компанії в Росії були пов'язані з планом автоматизації комп'ютерної та телекомунікаційної інфраструктури генпрокуратури РФ, сума замовлення становила понад 100 млн доларів. Крім того, російське відділення HP розглядало замовлення Прокуратури як спосіб отримання й інших державних замовлень на суму від 100 до 150 млн доларів.
Хабарі російським чиновникам виплачувалися з таємного фонду, створеного для цієї мети керівництвом HP Russia. Для приховування фонду компанія використовувала т. з. «чорну бухгалтерію».